# Liste des châteaux des Alpes-de-Haute-Provence
Cet article recense de manière non exhaustive les châteaux (de défense ou d'agrément), maisons fortes, mottes castrales, situés dans le département français des Alpes-de-Haute-Provence. Il est fait état des inscriptions et classements au titre des monuments historiques.

## Liste
| Icône            | Signification    | Abréviations             | Abréviations                  | Abréviations             | Abréviations           |
| ---------------- | ---------------- | ------------------------ | ----------------------------- | ------------------------ | ---------------------- |
| Château fort     | Château fort     | = Bastide                | = Ferme fortifiée             | = Maison forte           | = (Néo-)Palladianisme  |
| Renaissance      | Renaissance      | = Château gascon         | = Folie (montpelliéraine)     | = Manoir, Gentilhommière | = Résidence épiscopale |
| Domaine viticole | Domaine viticole | = Classicisme, classique | = Forteresse, fort(ification) | = Maison (noble)         | = Style Beaux-Arts     |
| Palais           | Palais           | = Commanderie            | = Gothique (flamboyant)       | = Néo-baroque            | = Style Second Empire  |
| Ruine ou disparu | Ruine, disparu   | = Château pinardier      | = Hôtel particulier           | = Néo-classique          | = Style italianisant   |
|                  |                  | = Demeure seigneuriale   | ... = Style Louis XII...XVI   | = Néo-gothique           | = Style troubadour     |
|                  |                  | = Éclectisme             | = Logis (seigneurial)         | = Néo-Renaissance        | = Villa (de Nice)      |
| Baroque, rococo  | Baroque, rococo  | = Édifice religieux      | = Motte castrale/féodale      | = Pavillon de chasse     | = Styles du XXe siècle |

| Type                                           | Nom                                                          | Commune                    | Protection                                                                                              | Notes                                           | Coordonnées                 | Illustration |
| ---------------------------------------------- | ------------------------------------------------------------ | -------------------------- | --- | ----------------------------------------------- | --------------------------- | ------------ |
| Néo-gothique                                   | Château d'Allemagne-en-Provence                              | Allemagne-en-Provence      | Classé MH (1976) · Notice no PA00080348                                                                 | XIVe et XVIe siècles                            | 43° 47′ 00″ N, 6° 00′ 28″ E |              |
| Château fort · Ruine ou disparu                | Château de Castellane                                        | Castellane                 | |                                                 | 43° 50′ 53″ N, 6° 30′ 51″ E |              |
| Château fort                                   | Château de Château-Arnoux-Saint-Auban                        | Château-Arnoux-Saint-Auban | Classé MH (1969) · Inscrit MH (1969) · Notice no PA00080367                                             | XVIe siècle                                     | 44° 05′ 36″ N, 6° 00′ 32″ E |              |
| Château fort                                   | Château d'Esparron-de-Verdon                                 | Esparron-de-Verdon         | Classé MH (1979) · Inscrit MH (1979, 2013) · Notice no PA00080389                                       | XIIIe et XVIIIe siècles                         | 43° 44′ 20″ N, 5° 58′ 32″ E |              |
| Forteresse, fort(ification) · Ruine ou disparu | Citadelle de Forcalquier (Château des comtes de Forcalquier) | Forcalquier                | | Moyen Âge, chapelle sur le site de la citadelle | 43° 57′ 26″ N, 5° 46′ 55″ E |              |
| Résidence épiscopale · Ruine ou disparu        | Château Guyon                                                | Forcalquier                | | Moyen Âge, château des évêques                  | 43° 57′ 26″ N, 5° 46′ 55″ E |              |
| Commanderie · Château fort                     | Château de Gréoux-les-Bains                                  | Gréoux-les-Bains           | Classé MH (1840) · Notice no PA00080405                                                                 | XIIe siècle                                     | 43° 45′ 36″ N, 5° 53′ 01″ E |              |
| Forteresse, fort(ification) · Ruine ou disparu | Citadelle de Mane (Château de Mane)                          | Mane                       | « Photo », notice no AP02L12696                                                                         | Moyen Âge                                       | 43° 56′ 17″ N, 5° 46′ 06″ E |              |
| Renaissance                                    | Château d'Oraison                                            | Oraison                    | |                                                 | 43° 54′ 58″ N, 5° 55′ 03″ E |              |
|                                                | Château de la Palud-sur-Verdon                               | La Palud-sur-Verdon        | Inscrit MH (1988) · Notice no PA00080441                                                                | XVIIe siècle                                    | 43° 46′ 47″ N, 6° 20′ 28″ E |              |
| Classicisme, classique                         | Château de Sauvan                                            | Mane                       | Classé MH (1957) · Inscrit MH (2003) · Notice no PA00080414 · Jardin remarquable · Notice no JAR0000394 | XVIIIe siècle                                   | 43° 55′ 13″ N, 5° 45′ 36″ E |              |
| Forteresse, fort(ification)                    | Citadelle de Seyne                                           | Seyne-les-Alpes            | Classé MH (1978) · Inscrit MH (1978) · Notice no PA00080484                                             | XVIIe siècle                                    | 44° 21′ 09″ N, 6° 21′ 14″ E |              |
| Château fort · Ruine ou disparu                | Château de Simiane-la-Rotonde                                | Simiane-la-Rotonde         | Classé MH (1862, 2000) · Inscrit MH (1998) · Notice no PA04000014                                       | XIIe et XIVe siècles                            | 43° 58′ 53″ N, 5° 33′ 41″ E |              |
| Forteresse, fort(ification)                    | Citadelle de Sisteron                                        | Sisteron                   | Classé MH (1925) · Inscrit MH (2013) · Notice no PA00080493                                             | XIVe et XVIe siècles                            | 44° 11′ 56″ N, 5° 56′ 35″ E |              |
| Manoir, gentilhommière                         | Château du Colombier                                         | Vachères                   | « Photo », notice no AP04W01148                                                                         | XVIIe et XVIIIe siècles, trois tours rondes     | 43° 56′ 11″ N, 5° 38′ 19″ E |              |
| Château fort · Ruine ou disparu                | Château de Vachères                                          | Vachères                   | | Moyen Âge, fortifications de la ville           | 43° 55′ 57″ N, 5° 38′ 16″ E |              |